# Heliotropium nicotianifolium
Heliotropium nicotianifolium är en strävbladig växtart som beskrevs av Jean Louis Marie Poiret. Heliotropium nicotianifolium ingår i Heliotropsläktet som ingår i familjen strävbladiga växter. Inga underarter finns listade i Catalogue of Life.